# Société générale de fonderie
Pour les articles homonymes, voir SGF.
La Société générale de fonderie ou SGF est une ancienne entreprise française, filiale du groupe de la société des hauts fourneaux de Saulnes.

## Histoire
La société est créée en 1929 par Jean Raty (1894-1958), maître de forge. Elle comprend dès l'origine les établissements Chappée fondés par Armand Chappée à Sainte-Jamme-sur-Sarthe.
La société absorbe les établissements Jacob Delafon fondés par Émile Jacob et Maurice Delafon en 1938, la société des produits réfractaires de Boulogne-sur-Mer en 1941 puis, en 1950, la société le Grès Blanc de Gargenville.
En 1956, le chiffre d'affaires de l'entreprise est de 17 milliards d'anciens francs.
La société générale de fonderie poursuit son extension en prenant le contrôle des émaux de Briare fondés par Jean-Félix Bapterosses en 1963, des engrenages Piat, des établissements Nanquette et des émailleries Dupont,.
La société Durenne-Val d’Osne est rachetée par la SGF en 1971 et devient la Générale  d’hydraulique et de mécanique.
En 1974, le chiffre d'affaires consolidé est de 1,3 milliard de francs pour une capitalisation boursière de 128 millions de francs.
En décembre 1986, la commission des opérations de bourse critique la stratégie de communication de la SGF à l'égard de son bilan financier.
Omnium de participations financières et industrielles, une filiale d'investissement de la banque française Paribas, prend une participation dans SGF.
La SGF a compté jusqu'à 27 usines en France, sans compter les usines en Europe et a assuré la fabrication et la distribution d'appareils ménagers, de chauffage, de sanitaires et de mosaïques .
La société (siren 542 032 931) a été mise en liquidation judiciaire le 18 juillet 1991 et pas encore radiée début 2019.